# Jean Nuttli
Jean Nuttli, nacido el 2 de enero de 1974 en Kriens, es un ciclista profesional suizo.

## Palmarés
2000
- Chrono des Nations

2001
- 1 etapa del Tour de Poitou-Charentes
- Campeonato de Suiza Contrarreloj
- Chrono des Nations
- 1 etapa del Circuito de la Sarthe

2002
- 1 etapa del Circuito de la Sarthe
- 2º en el Campeonato de Suiza Contrarreloj

2003
- 1 etapa de la Jadranska Magistrala
- Tour de Brandeburgo, más 1 etapa
- Dúo Normando (con Philippe Schnyder)
- 3º en el Campeonato de Suiza Contrarreloj

2004
- 3º en el Campeonato de Suiza Contrarreloj